# Lodovico Altieri
Lodovico Altieri (17. juli 1805 i Rom i Italien – 11. august 1867 i Albano) var en af den katolske kirkes kardinaler. Han var tilknyttet Den romerske kurie, blandt andet som prefekt for Indekskongregationen fra 1861. 
Han blev ophøjet in pectore til kardinal i december 1840 af Pave Gregor 16., og udnævnelsen blev publiceret i april 1845.
Han deltog ved konklavet, som valgte pave Pius IX i 1846.
Under en koleraepidemi som ramte hans suburbikarbispedømme Albano, passede og plejede han de syge og døende, men pådrog sig selv sygdommen, som forårsagede hans egen død.